# Hvide amerikanere
Hvide amerikanere er amerikanere, der betragtes eller rapporteres som hvide folk. United States Census Bureau definerer hvide folk som dem, der har oprindelse i de originale folkeslag i Europa, Mellemøsten eller Nordafrika. Som alle officielle amerikanske racekategorier har "hvide" en "ikke hispanic eller latino" og en "Hispanic eller Latino" opgørelse, sidstnævnte består primært af hvide mexicansk-amerikanere og hvide cubansk-amerikanere. Udtrykket "Caucasian" benyttes ofte skiftevis med "white", til trods for at udtrykkene ikke er synonymer.
De største herkomster af hvide amerikanere er: tysk-amerikanere (16,5 %), irsk-amerikanere (11,9 %), engelsk-amerikanere (9,2 %), italiensk-amerikanere (5,5 %), mexicansk-amerikanere (5,4 %), fransk-amerikanere (4 %), polsk-amerikanere (3 %), skotsk-amerikanere (1,9 %), hollandsk-amerikanere (1,6 %), norsk-amerikanere (1,5 %) og svensk-amerikanere (1,4 %). Til trods for dette menes engelsk-amerikanere og britisk-amerikanere at være underopgjort, eftersom flere af disse selvrapporterer og identificerer sig som amerikanere (6,9 %), pga. længden af den tid, som deres forfædre har beboet USA. Der er 0,5 % dansk-amerikanere.
Hvide (inklusive hispanic, som identificerer sig som hvide), udgør majoriteten med i alt 246,6 mio. mennesker eller 77,35 % af USA's befolkning (2014). Ikke-hispanic hvide udgjorde omkring 197,9 mio. mennesker eller 62,06 % af USA's befolkning.